# (1849) Kresák
(1849) Kresák es un asteroide que forma parte del cinturón de asteroides y fue descubierto por Karl Wilhelm Reinmuth desde el observatorio de Heidelberg-Königstuhl, Alemania, el 14 de enero de 1942.

## Designación y nombre
Kresák se designó al principio como 1942 AB.
Posteriormente fu nombrado en honor del astrónomo eslovaco Luboš Kresák (1927-1994).

## Características orbitales
Kresák orbita a una distancia media del Sol de 3,053 ua, pudiendo alejarse hasta 3,103 ua y acercarse hasta 3,003 ua. Su inclinación orbital es 10,76° y la excentricidad 0,01625. Emplea 1948 días en completar una órbita alrededor del Sol.